# FV 1900 Kaiserslautern
FV 1900 Kaiserslautern was een Duitse voetbalclub uit Kaiserslautern, Rijnland-Palts en een van de voorlopers van het huidige 1. FC Kaiserslautern.

## Geschiedenis
Op 2 juni 1900 fusioneerden Fußballclub Germania 1896 en Fußballgesellschaft 1899 tot FC 1900 Kaiserslautern. In 1907 speelde de club in de Westkreiscompetitie van de Zuid-Duitse voetbalbond. In 1909 werd de club kampioen en plaatste zich voor de eindronde. Om hier sterker voor de dag te komen fuseerde de club met FC Palatia 01 en FC Bavaria 02 en werd zo FV 1900 Kaiserslautern. De gebundelde krachten konden echter geen vuist ballen tegen grote clubs als Karlsruher FC Phönix, 1. FC Nürnberg en 1. Hanauer FC 93. Zowel Palatia als Bavaria speelden ook al twee jaar in de Westkreisliga. Het volgende seizoen werd de fusieclub tweede achter Mannheimer FG 1896. Na een derde plaats eindigde de club in 1911/12 samen met Mannheimer FC Phönix op de eerste plaats en verloor de beslissende wedstrijd om de titel. De volgende jaren eindigde de club in de middenmoot.
Na de Eerste Wereldoorlog ging de club in de nieuwe Saarcompetitie spelen en werd derde. Na één seizoen ging de club in de Paltscompetitie spelen en werd daar achtste op tien clubs. Hierna voerde de Zuid-Duitse bond de Rijncompetitie in, die eerst uit vier reeksen bestond en over twee jaar werd teruggebracht naar één reeks. FV overleefde de eerste schifting met een tweede plaats achter Ludwigshafener FG 03, maar werd bij de tweede schifting in 1922/23 slechts vijfde en degradeerde. Hierna slaagde de club er niet meer in te promoveren.
Op 28 mei 1929 fuseerde de club met SV Phönix 1910 en werd zo FV Phönix. In 1932 werd de naam 1. FC Kaiserslautern aangenomen.